# Molen Ter Hengst
De Molen Ter Hengst is een windmolen in de Oost-Vlaamse gemeente Nukerke (Maarkedal).

## Geschiedenis
De huidige stenen bovenkruier werd gebouwd in 1834 ter vervanging van een staakmolen. Volgens documenten stond hier al rond 1275 de eerste molen. De molen Ter Hengst werd reeds vermeld in 1539 als "den hyncxst", in 1567 als "hinxtxmeulne" en in 1588 werd hij "Ter Gheynst" werd genoemd. Hij staat ook vermeld als windmolen "ten hingst" in het landboek van Nukerke van 1768-1774. De houten staakmolen werd in 1831 door de bliksem vernield. De nieuwe molen werd oorspronkelijk gebruikt als olie- en graanmolen. In 1872 werd de olieslagerij verwijderd en in 1949 werden alle maalactiviteiten stopgezet. De molen kreeg de status van "beschermd erfgoed" op 30 december 1960. In 1969 werd een nieuw gevlucht aangebracht dat echter tijdens een storm op 12 november 1972 afgerukt werd en opnieuw gerestaureerd werd in 1976. In de periode van 2004 tot 2007 werden onderhoudswerken uitgevoerd door "Thomaes Molenbouw bvba" uit Beveren-Roeselare. De molen is maalvaardig, heeft vier steenkoppels en doet nu dienst als korenmolen.